# Bowerston (Ohio)
Bowerston es una villa ubicada en el condado de Harrison en el estado estadounidense de Ohio. En el Censo de 2010 tenía una población de 398 habitantes y una densidad poblacional de 303,69 personas por km².

## Geografía
Bowerston se encuentra ubicada en las coordenadas 40°25′38″N 81°11′15″O / 40.42722, -81.18750. Según la Oficina del Censo de los Estados Unidos, Bowerston tiene una superficie total de 1.31 km², de la cual 1.31 km² corresponden a tierra firme y (0%) 0 km² es agua.

## Demografía
Según el censo de 2010, había 398 personas residiendo en Bowerston. La densidad de población era de 303,69 hab./km². De los 398 habitantes, Bowerston estaba compuesto por el 98.74% blancos, el 0.75% eran afroamericanos, el 0.25% eran amerindios, el 0% eran asiáticos, el 0% eran isleños del Pacífico, el 0% eran de otras razas y el 0.25% pertenecían a dos o más razas. Del total de la población el 0% eran hispanos o latinos de cualquier raza.